# Nectário de Constantinopla
São Nectário (m. 27 de setembro de 397) foi arcebispo de Constantinopla entre 381-397, sucedendo a Gregório de Nazianzo. Quando à sua morte foi sucedido por João Crisóstomo; era irmão do futuro arcebispo constantinopolitano, Arsácio de Tarso. É considerado pelas igrejas católica e ortodoxa um santo e a ele foi consagrado o dia 11 de outubro.

## Biografia
Originário de Tarso na Cilícia era de uma família senatorial e foi pretor de Constantinopla durante o Primeiro Concílio de Constantinopla (381) Quando Gregório de Nazianzo renunciou, Nectário estava prestes a realizar uma viagem pra Tarso. Antes de partir foi encontrar-se com Diodoro para saber se este gostaria de enviar alguma carta. Diodoro, que viu-o como o candidato adequado para assumir o posto de arcebispo de Constantinopla convenceu Melécio, bispo de Antioquia, a adicionar o nome de Nectário à lista de candidatos apresentados pelo conselho ao imperador. Então o imperador (Teodósio I) decide pela posse de Nectário que até o momento não havia sido batizado. Logo após a eleição de Nectário o concílio aprovou o terceiro cânone que dava a Constantinopla uma classificação imediatamente inferior a Roma.
O resultado da eleição do arcebispo de Constantinopla não agradou a todos, especialmente os bispos ocidentais que clamaram por um sínodo comum entre ocidente e oriente que, segundo o imperador Teodósio seria realizado em Constantinopla. O sínodo ocorreu no verão de 382 basicamente com os mesmos bispos que estiveram no concílio anterior. Ao chegarem receberam uma carta do sínodo de Milão que os convidava a irem a Roma para um novo concílio, porém recusaram-se a ir. Enviaram três de seus membros - Siríaco, Eusébio e Prisciano com uma carta sinodal para o papa Dâmaso I, arcebispo Ambrósio e os outros bispos reunidos no concílio de Roma.
O sínodo romano a qual a carta foi endereçada era o quinto sob Dâmaso. Nenhum relato formal sobreviveu sobre os procedimentos ali realizados e nem como seus membros trataram a questão de Nectário. Porém chegou até nos a informação de que Teodósio enviou comissários para Roma a fim de auxiliar neste sínodo como nos conta as cartas do papa Bonifácio I. Sua 15ª carta (enviada aos bispos da Ilíria) indica que a Igreja romana havia concordado em reconhecer tanto a eleição de Nectário como a de Flaviano. Na 63ª carta do arcebispo Ambrósio há uma adução da eleição de Nectário como uma aprovação dele próprio para o Oriente. Seis epístolas de Nectário sobreviveram nos arquivos de seu predecessor, Gregório de Nazianzo. Na primeira, ele expressa seus calorosos votos para o episcopado. O último é de grande importância, clamando-o a não ser tão liberal em sua tolerância aos apolinarianos.
Em 383, um terceiro sínodo em Constantinopla foi realizado. Este sínodo consistia na discussão acerca das doutrinas arianas e pneumatoquianas que estavam a se espalhar pela cidade e pelo império na tentativa de causar uma reconciliação de todas as partes; antes do sínodo Teodósio havia enviado ao arcebispo uma carta na qual dizia a ele que todos as questões deveriam ser discutidas. Antes do sínodo Nectário consultou-se com um novacianista, Agélio que concordada com ele sobre tais questões doutrinárias. Um discípulo de Agélio, Sisínio, filósofo e teólogo, considerou adequado questionar os líderes doutrinários se eles aceitavam a autoridade da fé do Estado ou se preferiam serem anatemizados. Uma grande disputa eclodiu e, como resposta, Teodósio pediu que fosse elaborada uma confissão por escrito de casa doutrina: Nectário e Agélio fizeram pela ortodoxia, Demófilo pelo arianismo, Elêusio e Cízico pelo pneumatomaquismo e Eunônio pelo anomoeanismo. O imperador ausentou-se do concílio para refletir perante as confissões. Teodósio, decidido a rejeitar todas as vertentes doutrinárias com exceção da ortodoxa e do novacianismo, pois estas representavam a divisão da Santíssima Trindade, afirmou que aqueles que realizassem serviços sagrados, publicassem doutrinas ou ordenassem mais padres teriam punições públicas severas.
Em 385 a esposa do imperador Élia Flacila (ou Plácila) e sua filha, Pulquéria, faleceram; Nectário pediu a Gregório de Níssa que pregasse os sermões fúnebres de ambas. Em 388 Nectário esteve envolvido em uma perseguição aos arianos que resultou na destruição do lar dos mesmos. Em 394 um novo concilio ocorreu em Constantinopla. Tinha cerca de 37 participantes, entre os quais Teófilo de Alexandria e Flaviano I de Antioquia, e tinha como objetivo decidir sobre o caso de Begádio de Bostra que havia sido ilegalmente deposto e substituído por Agápio. Tal deposição foi considerada ilegal, pois foi realizada por apenas dois bispos e não por um concílio ou sínodo.
No fim de seu episcopado Nectário aboliu o cargo de presbítero penitenciário, cuja função era de receber confissões antes da comunhão. Seu exemplo foi seguido por quase todos os bispos. Esta categoria foi adicionada ao nível eclesiástico na época do cisma novaciano quando os bispos recusavam qualquer comunicação com os que tinham sido lapsi durante a perseguição de Décio. Gradualmente, havia menos lapsi para se reconciliar e suas tarefas acabaram se relacionando com a preparação da comunhão. Uma ocorrência vergonhosa induziu Nectário a abandonar a participação na sagrada comunhão às consciências individuais e a abolir o cargo. Morreu em 27 de agosto de 397.